# SN 1999gf
SN 1999gf – supernowa typu Ia odkryta 27 listopada 1999 roku w galaktyce UGC 5515. W momencie odkrycia miała maksymalną jasność 18,20m.